# いつか降る雪
『いつか降る雪』（いつかふるゆき）は、ジャムクリエーション第3ブランドでこポン!が2004年に発売したアダルトゲーム。同ブランドのデビュー作でもある。

## 概要
白亜のサナトリウムを舞台に、医者と5人の少女の交流を描いたアダルトゲーム。それぞれのヒロインのルートの結末はピュアエンド（ハッピーエンド）とカオスエンド（バッドエンド）の2つに分かれている。
ソフマップの「業界四方山話」にエピローグが掲載されている。

## ストーリー
かつて臨床看護士をしていた病院を辞めた主人公がとある田舎の駅にやってきたところ、白衣を着た高坂と名乗る男が現れ、蘇我博士の助手だと説明される。連れてこられた場所は一面に赤いグラジオラスの花の咲き乱れる庭園が目を引く、白亜の館。そこで主人公は不治の病にかかった5人の少女に出会う。

## 登場人物
主人公
白亜館にやってきた医師。病気のために余命わずか。劇中ではいつも「先生」と呼ばれており、プレイヤーは彼の本名を知ることができない。臨床看護士をしていたが、ある事情で勤め先の病院を辞めて白亜館で勤務することになる。
小野寺ちさと（おのでら ちさと）
声 - 瀬戸内仁奈
蘇我博士の娘。新陳代謝の異常により脳障害を患っている。
小山田未来（こやまだ みき）
声 - とろ美
眼鏡をかけた青い髪の少女。悪性腫瘍が全身の8割に転移しており生に対して悲観的な態度を取る。他の患者ともあまりかかわろうとしない。また、ゲーム中ではリストカットをする場面もある。
羽村まこと（はむら まこと）
声 - 黒井はいね
ポニーテールの少女。交通事故で両足を怪我してから白亜館にてリハビリをしている。サナトリウムの患者とは思えないほど明るい。最低限のコミュニケーションが取れるようにとスケッチブックを渡されていた。
三田村あゆみ（みたむら あゆみ）
声 - ハヅキサオリ
白亜館で育った双子のきょうだいの姉のほうで、髪が短い。他の患者より幼く、知恵遅れが見られる。当初は白亜館前で拾われたこと以外、出生がはっきりしていなかったが、じつは血液を提供する目的で生み出された、蘇我博士とちさとの間の子である。
三田村まゆみ（みたむら まゆみ）
声 - 雨宮みどり
白亜館で育った双子のきょうだいの下ほうで、髪が長い。姉以上に幼い性格。少女のように見えるが、じつは男。
彼女（彼）もまた、出生がはっきりしていなかったが、あゆみとともに生み出された、蘇我博士とちさとの間の子供だった。
高坂（こうさか）
声 - 小野大輔
無精ひげと長い髪が特徴の、主人公を白亜館に招いた男。蘇我博士の助手のほか、料理や雑用もこなしている。
蘇我博士（そがはくし）
声 - 吉野貴宏
白亜館の院長だが、いつも地下室にこもっており、姿を見せない。患者と肉体関係を結ぶ主人公にクビを宣告するが、主人公がなかなか辞めないため、ヒロインたちをさらって隔離施設に監禁するという強硬手段に出る。そしてそれがうまくいかないと悟ると、白亜館に火を放つ。

## スタッフ
- キャラクターデザイン・原画：桜桃ひな
- シナリオ：なす

## 反響
本作のカオスエンドにて、炎に包まれた館の中でヒロインが「やっぱり神様なんていなかったね」と書かれたスケッチブックを掲げる場面がインターネット上で反響を呼んだ。